# Клио (Алабама)
Кли́о (англ. Clio) — город в округе Барбор, штат Алабама. Население по переписи 2020 года — 1220 человек.

## География
Находится в 97 км к юго-востоку от административного центра штата, города Монтгомери. По данным Бюро переписи США, общая площадь города равняется 26,09 км², из которых 26,07 км² составляет суша и 0,02 км² — водные объекты (0,08 %).

## История
Первое поселение известно под названием Адкинсон-Хед. В 1860 году было открыто первое почтовое отделение. К 1869 году городу было присвоено его нынешнее название, которое образовано от латинского слова Kleio, означающего «прославлять». К 1889 году Центральная железнодорожная компания Джорджии построила ветку через город, что привело к его бурному росту. В 1890 году в городе была образована одноимённая компания. Основу местной экономики составляли производство хлопка, удобрений, джинов, а также разведение крупного рогатого скота и спиртовая промышленность. В 1905 году в городе открыта первая телефонная служба и первое отделение банка, первая газета начала выходить в 1906 году. Средняя школа округа Барбор (ныне расположенная в Клейтоне) открылась в городе в 1911 году. В начале XX века произошла трагедия: в результате крушения поезда погибли несколько горожан, находившихся в поезде. Как и во многих других городах Алабамы, нашествие хлопкового долгоносика опустошило местную экономику. Диверсификация производства на выращивание таких культур, как арахис, помогла восстановить экономику города. В 1926 году была создана система водоснабжения и канализации. Во время Второй мировой войны в Клио размещался немецкий лагерь для военнопленных.

## Население
| Год переписи                    | Нас. |       | %±     |
| ------------------------------- | ---- | ----- | ------ |
| 1900                            | 326  |       | —      |
| 1910                            | 580  |       | 77,9%  |
| 1920                            | 838  |       | 44,5%  |
| 1930                            | 867  |       | 3,5%   |
| 1940                            | 841  |       | −3%    |
| 1950                            | 840  |       | −0,1%  |
| 1960                            | 929  |       | 10,6%  |
| 1970                            | 1065 |       | 14,6%  |
| 1980                            | 1224 |       | 14,9%  |
| 1990                            | 1365 |       | 11,5%  |
| 2000                            | 2206 |       | 61,6%  |
| 2010                            | 1399 |       | −36,6% |
| 2020                            | 1220 |       | −12,8% |
| 2022                            | 1202 | [ 6 ] | −1,5%  |
| 1900–2022 U.S. Decennial Census |      |       |        |

По переписи населения 2020 года в городе проживало 1220 жителей. Плотность населения — 46,8 чел. на один квадратный километр. Расовый состав населения: испаноязычные или латиноамериканцы — 38,61 %, чёрные или афроамериканцы — 38,2 %, белые — 20,16 % и представители других рас — 3,03 %.

## Экономика
По данным переписи 2020 года, средний годичный доход домохозяйства составляет 22 378 долларов, что на 36,04 % ниже среднего уровня по округу и на 56,99 % ниже среднего по штату. Доля населения, находящегося за чертой бедности, — 45,6 %.

## Культура
В музее самогонных аппаратов Клио представлена небольшая экспозиция, посвящённая истории города. Государственный парк Блю-Спрингс расположен к востоку от города и предоставляет возможности для кемпинга и пикника, купания в бассейнах с родниковой водой, а также спортивные площадки.

## Известные уроженцы
- Джордж Уоллес (1919—1998) — 45-й губернатор Алабамы
- Дон Саттон[англ.] (1945—2021) — американский бейсболист